# Будинок на площі Катедральній, 7 (Львів)
Будинок на площі Катедральній, 7—8 (також будинок латинського архієпископа, конскрипційні № 24, 25; інша адреса — вул. Театральна, 2) — житловий будинок XVIII—XIX століть, в історичному центрі Львова, на площі Катедральній. Занесений до Реєстру пам'яток архітектури і містобудування України національного значення з охоронними номерами 1249 і 1250.

## Історія
Будинок зведений у 1789—1792 роках у стилі класицизму. На місці будинку в XVIII столітті стояли будинки каноніків Латинського собору та дві кам'яниці львівських міщан — Дармоховська і Шульцівська.
На початку XIX століття будинок перебудували, ще одну реконструкцію провели в 1888 році за проектом Івана Левинського.
За часів Польської республіки у будинку в різні роки діяли товариство «Бібліотека релігійна», ательє дамських капелюхів Ванди Карпінської, з боку вулиці Театральної — радіотехнічне ательє «Анода» та фабрика пошиття рукавичок Ольшевського і Черніцького. У 1950-х роках у будинку розташовувалися ательє індивідуального пошиття одягу, пізніше — ювелірна майстерня «Діамант» (діяла і на початку XXI століття). На межі XX—XXI століть у будинку відкрилася кав'ярня «Світ кави» та ресторан «Амадеус», інтер'єр якого створила дизайнер Олена Турянська. У вересні 2018 року міська рада погодила реконструкцію підвалу та першого поверху під ще один ресторан, який має відкритися на місці майстерні «Діамант», в рамках реконструкції передбачається відновлення входу до будинку з боку вулиці Староєврейської.
Постановою Ради Міністрів УРСР № 442 від 6 вересня 1979 року будинок внесений до Реєстру пам'яток національного значення. Будинок житловий.

## Опис кам'яниці
Будинок розташований на великій ділянці між площею Катедральною, вулицями Староєврейською та Театральною, триповерховий, цегляний, тинькований, у плані прямокутний, із довгим і вузьким внутрішнім подвір'ям. Перший поверх декорований лінійним рустом, головний вхід, оформлений у вигляді аркового проїзду з дерев'яною класицистичною різьбленою брамою, виходить на площу Катедральну.
Фасади декоровані у стилі класицизму із домішками інших архітектурних стилів і дещо відрізняються один від одного. Фасади з боку Площі Катедральної та вулиці Театральної розчленовані вертикально пілястрами тосканського ордеру, завершені широкими карнизами, на центральних осях увінчані трикутними фронтонами, антаблементи яких виконані у доричному ордері (із тригліфами та гутами). Центральна вісь фасаду, що виходить на площу Катедральну, підкреслена пласким ризалітом, У тимпані фронтону вміщено рельєфне зображення Мадонни з немовлям у рослинному орнаменті. Вікна цього фасаду прямокутні, з профільованими лиштвами, на рівні другого поверху увінчані прямими сандриками, окрім трьох вікон на центральній осі — тут сандрики трикутні. Вікна третього поверху прикрашені замковими каменями.
Особливістю декорування фасаду з боку вулиці Театральної є чотири бюсти польських королів — Казимира Ягеллончика, Стефана Баторія, Владислава Локетека і Сигізмунда Августа — встановлені обабіч крайніх вікон третього поверху. Ці бюсти були виготовлені у майстерні Віктора Заккі (Zacchi) та встановлені під час реконструкції 1888 року. Бюсти розміщені у круглих профільованих нішах, на постаментах, прикрашених волютоподібними консолями та рослинним орнаментом, увінчані картушами із фігурою орла. Вікна на цьому фасаді прямокутні, облямовані профільованими наличниками, на рівні другого поверху прикрашені трикутними сандриками, крайні вікна обрамовані групами з іонічних пілястр і глухих ніш із арковим завершенням і замковим каменем. Вікна третього поверху декоровані замковими каменями у вигляді трапецій і гутами в нижній частині наличників.
Фасад з боку вулиці Староєврейської має значно стриманіший декор: профільоване обрамлення вікон, прямі сандрики над вікнами другого поверху, гути та замкові камені на вікнах третього поверху.
В інтер'єрі будинку збереглася старовинна сходова клітка.

## Галерея

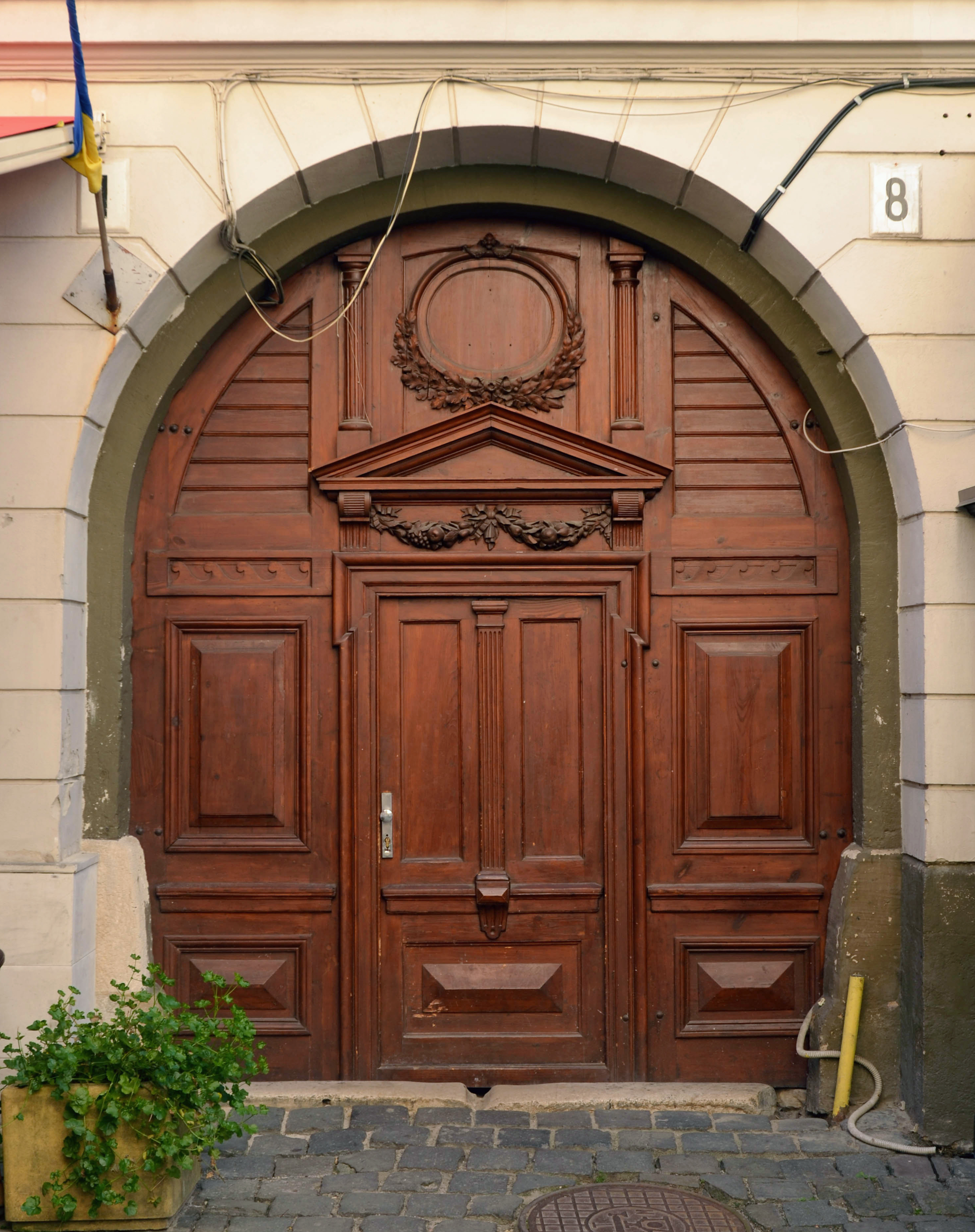
Головний портал із брамою
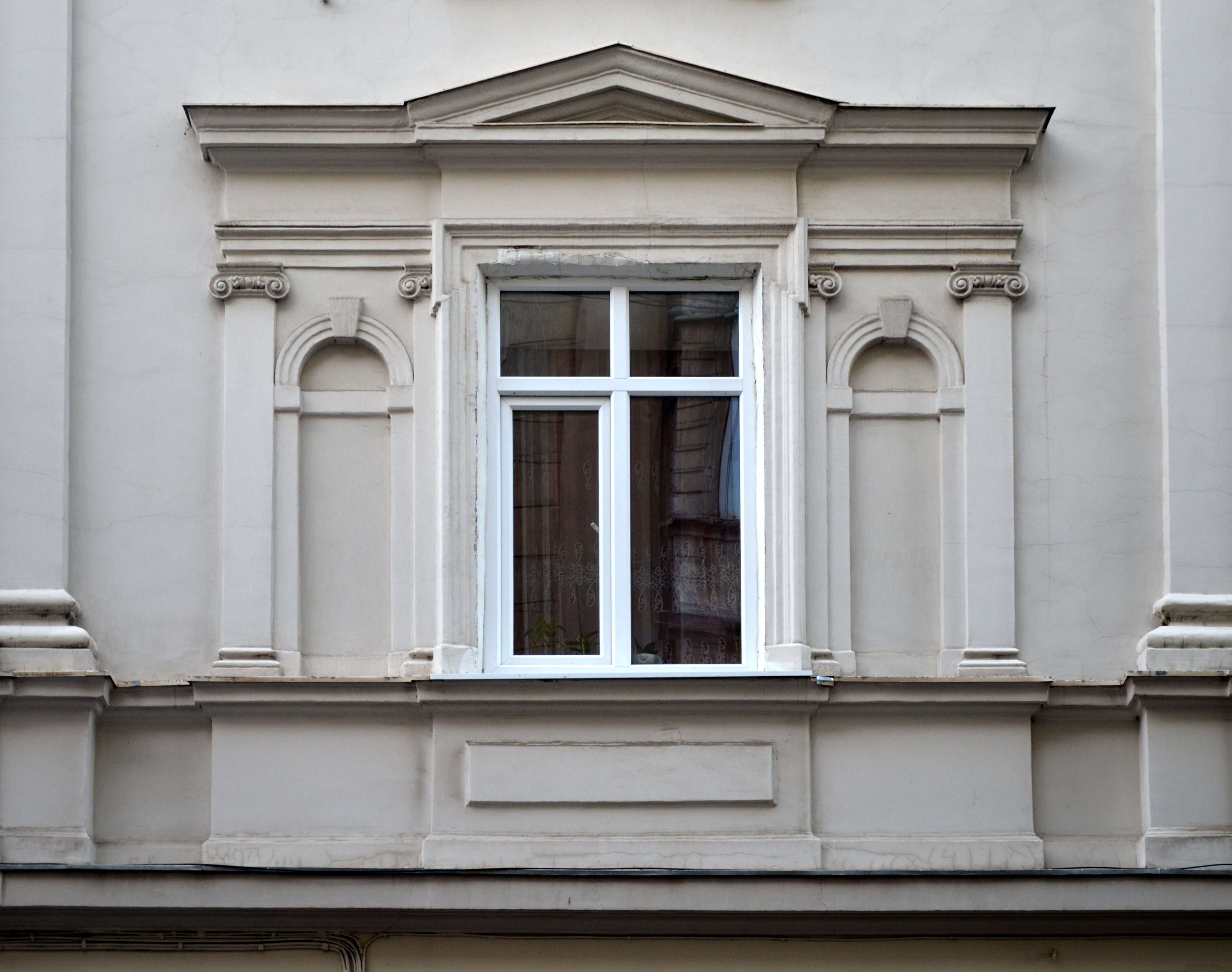
Одне з крайніх вікон фасаду, що виходить на вул. Театральну
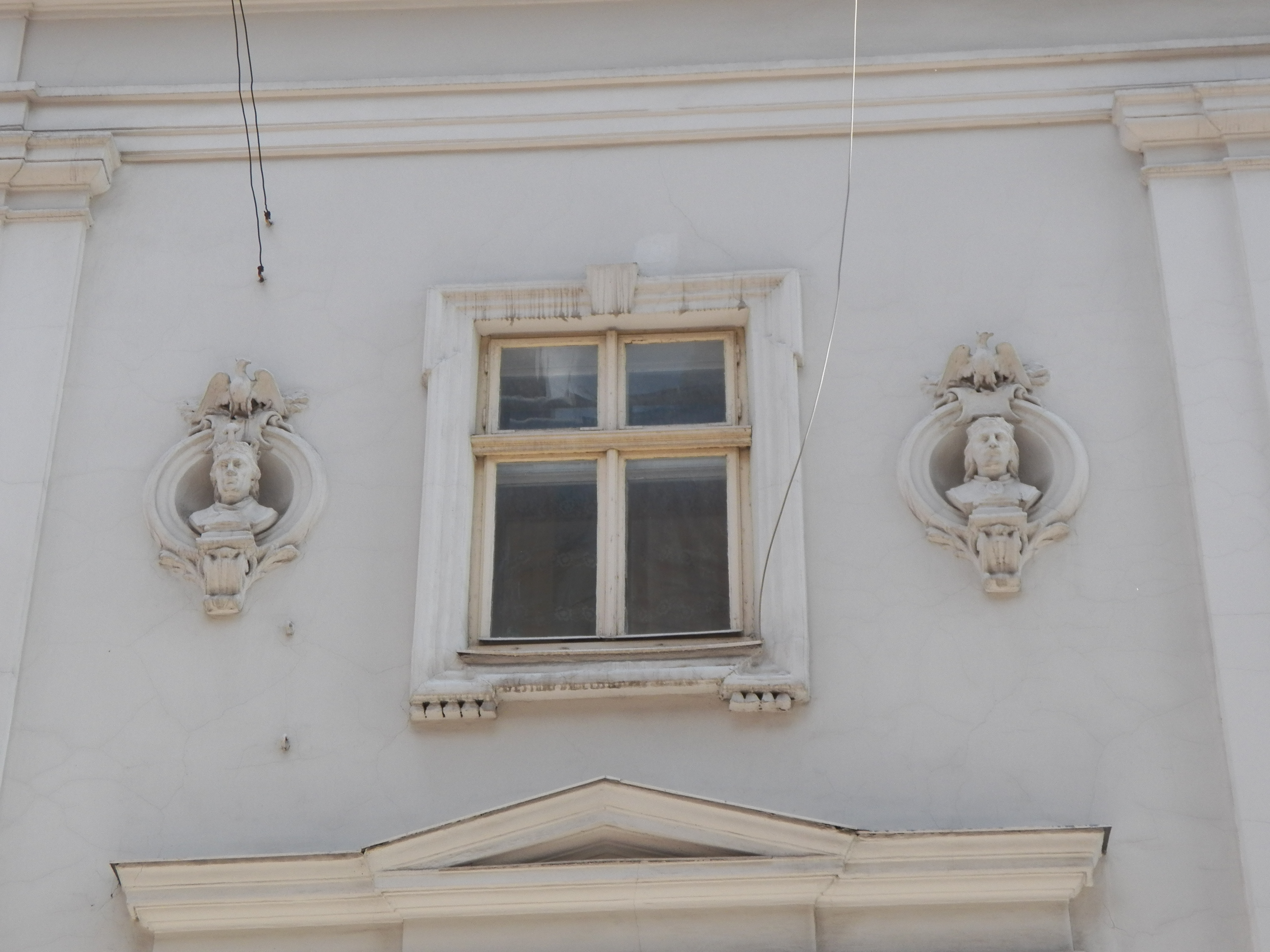
Бюсти королів
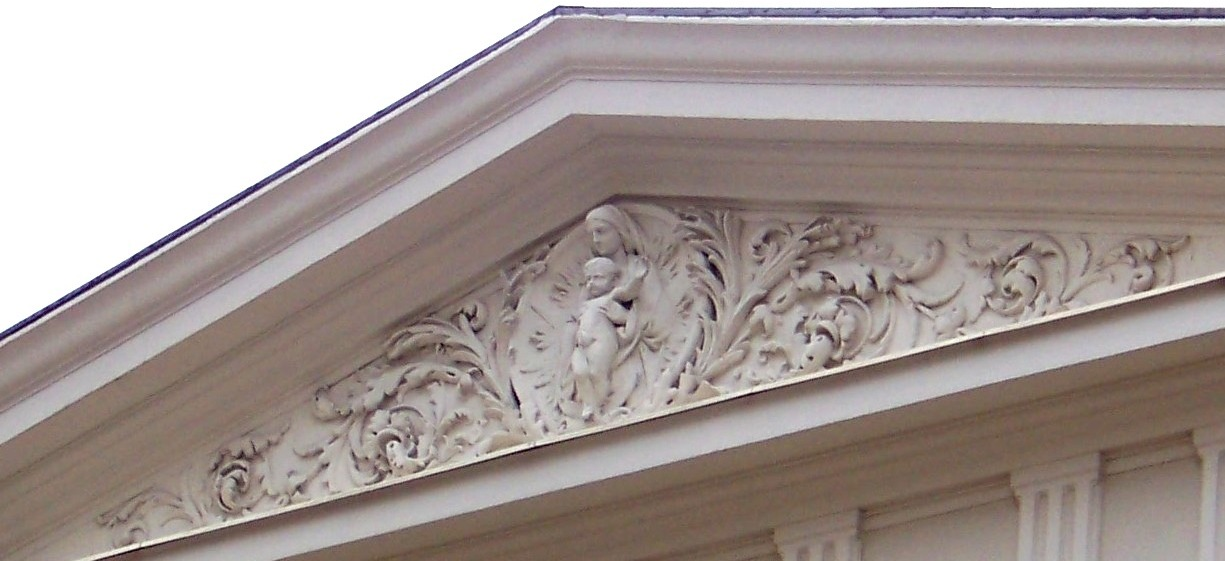
Фронтон